# مارتن برادلي (رسام)
مارتن برادلي (بالإنجليزية: Martin Bradley)‏ هو رسام توضيحي ورسام وفنان بريطاني، ولد في 11 أبريل 1931 في ريتشموند ‏ في المملكة المتحدة.